# 沈黙の激戦
『沈黙の激戦』（ちんもくのげきせん、原題：Contract to Kill）は、2016年に公開されたアメリカ合衆国のアクション映画。

## キャスト
※括弧内は日本語吹替版キャスト。
- ジョン・ハーモン - スティーヴン・セガール(大塚明夫)
- マシュー・シャープ - ラッセル・ウォン(岩城泰司)
- ザラ - ジェマ・ダレンダー(石井未紗)